# Edmond Glesener
Edmond Glesener (Liège, le 26 août 1874 - Ixelles, le 25 avril 1951) est un académicien et un écrivain belge d'expression française.

## Biographie
D'abord étudiant en médecine, Edmond Glesener se ravise et choisit le droit, devient clerc de notaire puis, en 1899 entre au Ministère des sciences et des arts. Il publie à ses frais un premier roman au Mercure de France, Histoire de M. Aristide Truffaut, artiste-découpeur, qu'il dédie à Camille Lemonnier. Il collabore en 1892 à la Revue Wallonne et au Peuple.
En 1904 paraît le roman  qui le rend célèbre, Le Cœur de François Remy, qui est en réalité un hymne à la Wallonie, à sa manière de sentir les choses, à son identité. C'est un roman de 400 pages qui raconte l'histoire d'un homme qui rejoint la femme qu'il aime dans un convoi de forains : l'errance, l'aventure, la bohème... Marcel Thiry en parle de cette façon :
« Beaucoup de romans sont trop écrits ; celui-ci l'est trop peu, encombré de phrases banales et de  gaucheries. Et il l'est encore trop. Mais nous sommes pris par la puissante poésie des faits. C'est la fille du vannier qui vient à l'eau remplir sa cruche en l'appuyant au revers du fossé sous deux pierres plates en matière de rigole: c'est le jeune homme qui retourne le soir, dans l'ombre, contempler la jeune fille sous le quinquet de la maison roulante. Cette maringote, c'est le vrai personnage régnant, l'image fatale pour laquelle François Rémy a tout quitté bien plus que pour Louise, puisqu'après la mort de celle-ci il ne pourra se déprendre d'un servage de plus en plus misérable; aux dernières pages du livre, qui sont d'une vraie grandeur, après avoir tenté de fuir dans la nuit en serrant cpontre lui dans un châle la petite fille que lui a laissée Louise, il reviendra se glisser avec l'enfant dans son espèce de niche de valet au fond de la roulotte à deux roues. »
Il se tait alors pendant neuf ans tout en collaborant à Wallonia, l'une des revues qui au début du XXe siècle marque l'éveil de la conscience wallonne. En 1913, il sort de ce long silence et publie un ensemble intitulé Chronique d'un petit pays dont les deux tomes sont Monsieur Honoré et Le citoyen Colette. Cette fois, c'est une épopée de 800 pages qui raconte l'ascension d'un cynique qui, parvenu à ses fins, connaît immédiatement un retournement de situation et perd tout à la fois sa fortune et sa position.
De 1921 à 1926 il publie Le Chant des veuves, La Chevauchée des Walkyries (1921) puis Les Dytiques (1923) et  Au Beau Plafond (1926) qui tracent de la façon très pénible dont il a vécu l'Occupation et la Première Guerre mondiale.
En 1922 il entre à l'Académie royale de langue et de littérature françaises.
En 1927, sort un nouveau roman en deux tomes : La Rose pourpre, La Flamme du cyprès qui se situent cette fois dans la grande bourgeoisie et pour lesquels il reçoit le prix triennal du roman. Marguerite se situe au contraire en 1931, dans le milieu de la prostitution.
Le Joug de feu publié en 1940, met en évidence le décor wallon de Liège.
En 1944, il reçoit le Prix quinquennal de littérature pour l'ensemble de sa carrière.
Enfin paraît un récit posthume L'Étoile de Bethléem sorti d'un esprit et un cœur meurtris par la guerre et qui se tourne - alors que toute sa vie l'auteur s'était déclaré athée ou agnostique - vers un christianisme primitif réconciliateur des êtres humains.
Les Archives & Musée de la Littérature (Bruxelles) conservent le fonds d'archives Edmond Glesener.

## Œuvres
- Histoire de M. Aristide Truffaut, artiste-découpeur (1898)
- Le Cœur de François Rémy, Félix Juven (1904)
- Le Chant des veuves
- La Chevauchée des Walkyries (1921)
- Les Dytiques (1923)
- Au Beau Plafond (1926)
- La Rose pourpre (1927)
- La Flamme du cyprès (1927)
- L'Étoile de Bethléem
- Marguerite (1931)

## Distinction
- Grand officier de l'ordre de Léopold en 1946.